# 司马益·牙生诺夫
司马益·牙生诺夫（維吾爾語：ئىسمائىل ياسىنوف‎，拉丁维文：Ismail Yasinof，1916年11月—2010年7月9日），男，维吾尔族，新疆玛纳斯人，中华人民共和国官员、林学家。

## 生平
1916年11月出生于新疆玛纳斯县。母亲生下他后就去世，后来父亲也去世。两三岁就成为孤儿的司马益·牙生诺夫和两个姐姐被伯父牙生带到如今的阿图什市松他克乡夏马力村委会下辖的吾斯塘博依村抚养长大。1925年起，在当地公共宗教学校学习，并参加家庭及阿图什格达良村的农业生产。
1934年5月，跟随伊布拉音·吐尔逊等十多人到迪化市（今乌鲁木齐市）参加被隆康廷开设的农业培训班（学堂），成为当地到迪化市学习农业知识的首批学生。但他们途经阿克苏、库尔勒两地时耽搁，直到1934年12月才抵达迪化市。1935年1月，开始参加该农业培训班。授课教员均是来自苏联的俄罗斯族人，其中两位教员精通乌兹别克语，但仍用俄语授课，由翻译同步翻译。几门理科由阿布都热合曼的先生（维吾尔启蒙联合会主管人）、艾力（塔塔尔族，知名知识分子）两人授课。1935年11月，农业培训班结束后，部分学生直接参加工作，另有部分学生随第二批留学苏联学习农业知识的学生赴苏联，司马益·牙生诺夫也随这批学生到苏联，来到乌孜别克斯坦的撒马尔罕农学院林学系学习林学。1937年，他的伯父牙生从阿图什来到新疆的北疆，先在阿勒泰，后在塔城、乌苏、伊犁地区经商。1938年暑假，仍在留学的司马益·牙生诺夫曾回迪化市。
1941年9月，司马益·牙生诺夫从撒马尔罕农学院毕业。1941年11月，回到新疆迪化市。进入新疆省政府建设厅工作。经建设厅的一位苏联林业专家介绍，司马益·牙生诺夫来到迪化市六道湾苗圃（今新疆林业科学院）担任林业技术员，培育苗木。不久，由技术员升为技师。他和林学家阿巴斯·色依提为六道湾苗圃的创建做出贡献。
1944年8月到1945年5月，由于自己有留学苏联的经历，为躲避可能被中国国民党方面的警察怀疑，他请长假离开迪化市，来到焉耆。正逢焉耆农林场在建一个规模较大的苗圃，他便应邀在此当技术员数月，指导苗圃建设。
1945年5月，他回到迪化市六道湾苗圃继续任技师，后又任工程师。1945年10月17日到1946年6月6日，张治中率领国民政府代表团同以阿合买提江·哈斯木为首的三区临时革命政府代表团在迪化市和平谈判，签订和平条款。该时期，三区革命对司马益·牙生诺夫产生很大影响。1946年，六道湾苗圃改为农林试验站，司马益·牙生诺夫任站长。
1947年7月，司马益·牙生诺夫到伊犁，参加三区革命工作，在伊犁学堂（今伊犁中等专业技术学校）任教。后来，该校领导赛福鼎·艾则孜传达了三区革命领导人阿合买提江·哈斯木的指示，将学堂改成“新疆中级专家培训学院”。司马益·牙生诺夫出任该校高级班教务主任。任内，他曾向来校视察的阿合买提江·哈斯木提出改善办学条件的建议，获艾合买提江·哈斯木重视。
经中共中央新疆分局书记王震、副书记徐立清及各位委员分别介绍，1949年12月30日，司马益·牙生诺夫等15位新疆各民族干部在中共中央新疆分局所在地迪化市新疆分局办公大楼集体宣誓加入中国共产党（无候补期），司马益·牙生诺夫成为中华人民共和国时期中国共产党在新疆发展的首批少数民族党员之一。司马益·牙生诺夫的入党介绍人是张希钦（新疆军区参谋长）、辛兰亭（新疆省副省长）。1950年代初，中共中央新疆分局和各区党委、地委对三区革命干部进行短期培训，入党后的司马益·牙生诺夫也参加了此次培训。
1949年12月到1954年2月，司马益·牙生诺夫在中共中央新疆分局的安排下担任新疆省人民政府农业厅副厅长（厅长为涂治）、农业厅党分组书记。1951年8月到1954年8月，主要在吐鲁番、和田等地参加减租反霸、土改等工作，历任副组长和队长等职。此后担任中共中央新疆分局党委常委兼农村工作部副部长。1955年10月1日，新疆省第一届人民代表大会第二次会议闭幕时宣布新疆维吾尔自治区成立。自此他改任中共新疆维吾尔自治区党委常委兼农村工作部副部长。1956年6月后，司马益·牙生诺夫当选为新疆维吾尔自治区第一届党代会代表，并任中共新疆维吾尔自治区党委常委、农村工作部部长，兼新疆维吾尔自治区林业厅厅长、党委书记，还当选为第二届全国人大代表（后又连任第三届全国人大代表）、全国人大民族委员会委员。
1961年深秋，以中共新疆维吾尔自治区党委书记处书记祁果、农村工作部部长司马益·牙生诺夫为首的一行15人，在阿勒泰地委书记黄浴尘的陪同下，对阿勒泰地区以“公社为单位的核算”问题进行了为期20余天的调查研究。1962年，伊犁发生“5·29”事件，中共新疆维吾尔自治区党委立即派出自治区工作组，到塔城、伊犁、阿勒泰等边境地区宣传“两个命令”。中共新疆维吾尔自治区党委任命农村工作部部长司马益·牙生诺夫为该工作组组长，在雍生琪等人的陪同下，到塔城、伊犁边境地区宣传“两个命令”。
文化大革命爆发后，农村工作部的同事们一直保护着部长司马益·牙生诺夫，他未受到人身迫害。1971年，中共新疆维吾尔自治区党委系统、政府系统、财政系统干部分别被送往呼图壁东泉五七干校、巴州的野马沟五七干校、芳草湖五七干校。包括司马益·牙生诺夫部长在内的原农村工作部干部大部进入东泉五七干校劳动两年。
1973年4月到1973年10月，司马益·牙生诺夫被安排到新疆维吾尔自治区干部疗养院。1973年11月，经上级领导安排，司马益·牙生诺夫任新疆八一农学院（今新疆农业大学）临时党委副书记、革委会主任（后为学院院长）。
此后，历任新疆维吾尔自治区农林局局长，新疆维吾尔自治区农业办公室副主任。1978年2月，司马益·牙生诺夫当选为新疆维吾尔自治区政协第四届副主席。1978年6月到1979年3月，任新疆维吾尔自治区农委副主任和新疆维吾尔自治区农林局党组书记等职务。1979年9月至1983年5月，任新疆维吾尔自治区人民政府副主席，主管农牧业。同时任中共新疆维吾尔自治区党委常委。1981年前夕，司马益·牙生诺夫带领中国穆斯林朝拜团到沙特阿拉伯参加为期两周的朝觐。1981年4月，任新疆维吾尔自治区农委主任。1983年5月至1988年1月，任新疆维吾尔自治区政协第五届委员会主席。1988年1月，因年龄原因，从领导岗位上退下。他是第二、三届全国人大代表，政协第五届全国委员会委员。1989年12月离休。
晚年，他仍在关心新疆农牧民收入情况。在对南疆三个地州调研之后，他把材料整理为《关于促进克州、喀什、和田地区发展增加农牧民收入的建议》一文，于2004年4月3日向中共新疆维吾尔自治区党委和新疆维吾尔自治区人民政府领导作了汇报，引起了新疆维吾尔自治区有关领导的重视。80岁时，司马益·牙生诺夫出任新疆维吾尔自治区老龄委关心下一代委员会名誉会长、新疆维吾尔自治区老年书法学会名誉会长。
2010年7月9日，司马益·牙生诺夫在乌鲁木齐病逝，享年94岁。

## 家庭
- 妻：哈里旦·铁依甫·阿吉
- 长女：古丽娜·司马益
- 次女：沙代提·司马益
- 长子：杰苏尔·司马益。子女中排行第三，上有两位姐姐。
- 次子：居来提·司马益
- 三子：艾来提·司马益[2]